# Woyzeck (film 1973)
Woyzeck è un film del 1973 diretto da Giancarlo Cobelli.
Il soggetto è tratto dall'omonimo dramma di Georg Büchner. 
La pellicola ha come protagonisti Antonio Piovanelli e Francesca Benedetti ed è ispirata al fatto di cronaca nera che vide coinvolto un uomo di Lipsia, Johann Christian Woyzeck, che uccise la sua amante.

## Produzione
Il film è stato ambientato nel penitenziario di Ventotene.

## Distribuzione
È stato trasmesso dalla Rai il 12 gennaio 1974.